# Манаскентский сельсовет
Манаскентский сельсовет, официально с 2005 года Село Манаскент, в 1965—2005 годах Манаскентский поссовет — административно-территориальная единица в Карабудахкентском районе Дагестана Российской Федерации.
Административный центр — село (в 1965—2005 годах посёлок) Манаскент.

## История
До 1951 года входил в Махачкалинский район. 14.03.1951 г. район ликвидирован с передачей территории Ленинскому району г. Махачкала.
Манаскентский поссовет образован Указом П.В.С. ДАССР от 18.11.1965 г. на базе Манаскентского сельсовета Ленинского района.
Указом П.В.С. ДАССР от 10.12.1965.г. в административное подчинение поссовета переданы населенные пункты, железнодорожные разъезды № 2, Уйташ, железнодорожные будки 692,956,978, рыбзавод Манас и второе отделение совхоза «Карабудахкент», а пос. Манаскент и железнодорожная станция Манас объединены «как фактические слившиеся»
.
Указом П.В.С. ДАССР от 31.10.1967 г. и 27.12.1967 г. зарегистрированы новые поселки — Зеленоморск на базе отделения совхоза «Манаскентский» и Чайка на базе дома отдыха и Указом П.В.С. ДАССР от 20.06.1968 г. с. Зеленоморск выделено в самостоятельный сельсовет.
Постановлением ПВС ДССР от 20.02.1992 года Ленинский район был переименован в Карабудахкентский район.

## Состав
В 1929 году в сельсовет входили: аул Манаскент, посёлок Абдусаламкент, кутан Аялар-кутан, рыб. промысел Малаканка 1-я, станция Манас, рыб. промысел Манас, рыб. промысел Турали 1-й, рыб. промысел Турали 2-й, рыб. промысел Турали 3-й.
Состав населенных пунктов поссовета: пос. Манаскент рыбный промысел Манас, железнодорожный разъезд Уйташ, железнодорожные будки 692, 932, 969, 978.